# Strombina
Genre
Synonymes
- Anachis (Strombina)
- Columbella (Strombina)
- Pyrene (Strombina)
- Strombocolumbus Cossmann, 1901

Strombina est un genre de mollusques gastéropodes marins de l'ordre des Neogastropoda et de la famille des Columbellidae.

## Liste des espèces
Selon World Register of Marine Species (20 septembre 2019) :
- Strombina angularis (G. B. Sowerby I, 1832)
- Strombina bonita A. M. Strong & Hertlein, 1937
- Strombina carmencita H. N. Lowe, 1935
- Strombina colpoica Dall, 1916
- Strombina descendens (Martens, 1904)
- Strombina elegans (G. B. Sowerby I, 1832)
- Strombina francesae J. Gibson-Smith, 1974
- Strombina fusinoidea Dall, 1916
- Strombina lanceolata (G. B. Sowerby I, 1832)
- Strombina lilacina Dall, 1916
- Strombina maculosa (G. B. Sowerby I, 1832)
- Strombina marksi Hertlein & A. M. Strong, 1951
- Strombina paenoblita P. Jung, 1989
- Strombina pavonina (Hinds, 1844)
- Strombina pulcherrima (G. B. Sowerby I, 1832)
- Strombina pumilio (Reeve, 1859)
- Strombina recurva (G. B. Sowerby I, 1832)
- Strombina solidula (Reeve, 1859)